# Cormoran à cou brun
Phalacrocorax fuscicollis
Espèce
Répartition géographique
Statut de conservation UICN

 LC  : Préoccupation mineure
Le Cormoran à cou brun (Phalacrocorax fuscicollis) est une espèce d'oiseau de la famille des phalacrocoracidés qu'on retrouve dans le sud de l'Asie.

## Habitat
Le Cormoran à cou brun fréquente les eaux douces, principalement les rivières et les fleuves, mais aussi les marais et les marécages.  On l'observe à l'occasion dans les estuaires et les eaux côtières peu profondes.

## Nidification
Il niche en colonie habituellement de moins de 50 couples mêlés à d'autres oiseaux aquatiques et coloniaux.  Dans certains cas il peut former des colonies de plusieurs milliers de couples.

## Alimentation
Il cherche sa nourriture généralement en groupe de deux individus ou plus.  Les plongées sont courtes – environ 13 secondes – et semblent synchronisées entre les membres d'un groupe.  L'activité des groupes importants attire parfois les sternes et les pélicans.